# سبين لونش
سبين لونش هي شركة تطوير تكنولوجيا الرحلات الفضائية تعمل على تقنية المقذاف الكهرومغناطيسي لنقل الحمولات إلى الفضاء. اعتبارًا من كانون الثاني (يناير) 2020، جمعت الشركة 80 مليون دولار أمريكي من التمويل، مع مستثمرين بما في ذلك كلاينر بيركنز وجوجل فينتجرز وإيرباص فينتجرز وجوجل فينتجرز ولودر بارتنرز وجون دوير وعائلة بايرز.

## تاريخ
تأسست الشركة في عام 2014 من قبل جوناثان ياني في سانيفال ، كاليفورنيا. المقر الحالي للشركة في لونج بيتش ، كاليفورنيا. في عام 2020، تواصل الشركة تطوير المقر الرئيسي للشركة في لونج بيتش بمساحة 140,000 قدم مربع (13,000 م 2)، ومرفق اختبار الطيران الخاصة بها في سبيس بورت أمريكا في نيو مكسيكو، والتي استأجرتها في عام 2019.
في أواخر عام 2021، تم اختيار سبين لونش كأحد «أفضل أرباب العمل في العالم في صناعة الفضاء» من قبل Everything Space ، وهي منصة توظيف متخصصة في صناعة الفضاء.

## التكنولوجيا
تعمل الشركة على تطوير نظام «إطلاق فضائي للطاقة الحركية» يقلل الاعتماد على الصواريخ الكيميائية التقليدية، بهدف خفض التكلفة الكلية للوصول إلى الفضاء بشكل كبير مع زيادة وتيرة الإطلاق. تستخدم هذه التقنية جهاز طرد مركزي محكم الإغلاق لتدوير صاروخ ثم دفعه إلى الفضاء بسرعة تصل إلى 5,000 ميل في الساعة (8,000 كم/س) . ثم يشعل الصاروخ محركاته على ارتفاع يقارب 200,000 قدم (61,000 م) للوصول إلى السرعة المدارية 17,500 ميل في الساعة (28,200 كم/س) . إذا نجحت، فمن المتوقع أن يؤدي مفهوم التسريع إلى خفض تكلفة عمليات الإطلاق واستخدام طاقة أقل بكثير، مع تخفيض سعر الإطلاق الفضائي الفردي بمقدار 20 إلى أقل من 500000 دولار أمريكي. 

## اختبار الطيران
في سبيس بورت أمريكا في نيو مكسيكو في 22 أكتوبر 2021، أجرت سبين لونش أول اختبار رأسي لمسرعها بنسبة 20 ٪ من قدرتها الكاملة، وأطلقت «قذيفة سلبية» بطول 10 أقدام (3.0 م) على ارتفاع «عشرات الآلاف من الأقدام» يبلغ قطر مسرع الاختبار 108 قدمًا (33 مترًا)، مما يجعله مقياسًا لثلث نظام التشغيل الذي يتم تصميمه.  

## روابط خارجية
- الموقع الرسمي